# Веретея (Оршанський район)
Веретея (біл. Верацея) — село в складі Оршанського району розташованого у Вітебській області Білорусі. Село входить до складу Орєховської сільської ради.
Село Веретея розташоване на півночі Білорусі, у південно-східній частині Вітебської області.